# Нижнекуберский
Нижнекуберский — хутор в Зимовниковском районе Ростовской области.
Входит в состав Мокрогашунского сельского поселения.

## География
На хуторе имеется одна улица: Луговая.

## Население
Динамика численности населения
| 2002 |
| ---- |
| 136  |

| 2010 |
| ---- |
| 93   |